# لوغان رايت
لوغان رايت (بالإنجليزية: Logan Wright)‏ هو عالم نفس أمريكي، ولد في 3 ديسمبر 1933 في ولنغتون في الولايات المتحدة، وتوفي في 18 ديسمبر 1999 في نورمان في الولايات المتحدة.